# Kathryn Janeway
Kathryn Janeway a Star Trek: Voyager című amerikai tudományos-fantasztikus televíziós sorozat egyik szereplője. A USS Voyager űrhajó kapitánya. Kate Mulgrew alakítja.

## Áttekintés
Indiana államban született Edward Janeway admirális és felesége, Gretchen gyermekeként, egy Phoebe nevű húga van. Lelkileg nagyon közel állt apjához, és hatalmas traumaként érte, amikor apja és vőlegénye, Justin Tighe meghaltak a Tau Ceti Prime jégmezőin. További gyermekkora nagy részét nagyapja farmján töltötte.
A Csillagflotta Akadémia elvégzése után a USS Al-Batanira került tudományos tisztként Owen Paris admirális parancsnoksága alatt. Hadnagyként harcolt a kardassziaiak ellen. Egyszer egy Föderációs tábort védtek és már teljesen el voltak vágva a felmentőcsapatoktól, amikor meghallották egy sérült kardassziai hangját. A parancsnokuk arra utasította őket, hogy hozzák be a táborba, bár Janeway akkor őrültnek gondolta a parancsnokát, de később rájött hogy annak a kardassziainak az életének a megmentése volt élete egyik legjobb cselekedete. Szolgált a USS Billingsen is. 
Egyszer ő vezette a felderítőcsapatot egy vulkanikus bolygóra, amikor egy magmakitörés megsértette a kompjukat megsebesítve hármukat. Másnap Janeway visszatért a bolygóra és egyedül fejezte be a munkát, bebizonyítva, hogy a három ember sérülése nem volt hiábavaló.
Amikor kinevezték az Intrepid osztályú USS Voyager kapitányává, első küldetése a Vadvidéken lévő Maquisba beépült Tuvok parancsnokhelyettes visszahozása, illetve a környék feltérképezése volt a cél. A küldetés során azonban a Voyagert egy Gondviselő nevű élőlény a Vadvidékről 70000 fényévnyi távolságra, a Delta kvadránsba juttatta el. A Gondviselő halála után Janeway és a maquis hajó vezetője, Chakotay egyetértettek abban, hogy a két legénységnek egyesülnie kell.
A hajó első két éve a Delta kvadránsban a kazonok elleni harccal telt. Több alkalommal törtek be a kazonok a hajóra, és egyszer sikerült is elfoglalniuk a hajót, ami után kirakták a legénységet egy lakatlan bolygóra. Azonban Paris hadnagynak néhány talaxiai hajóval sikerült visszafoglalnia a Voyagert.
Janeway-t minden olyan technológia érdekelte, amellyel meggyorsíthatná a Voyager hazatérését. Egy múltba vezető féregjáraton keresztül sikerült kommunikálnia egy romulán tudóssal is. Sikertelenül próbálkozott a Sikaris-i térvetődésjáró alkalmazásával is. Azonban több sikeres próbálkozása volt (Borg transztértekercs, a nulltér katapult és a kvantumörvény hajtómű), amik jelentősen lerövidítették a hazautat.
A legtöbb faj, amellyel a Voyager találkozott békésnek bizonyult, de Janeway kapitány rengeteg ellenséget szerzett. Több alkalommal is összetűzésbe keveredtek a Borggal. Egyszer azonban szövetséget kötve, segítettek a Borgnak visszaszorítani a 8472-es fajt, amiért az idegen faj el akarta pusztítani a Földet is, de Janewaynek sikerült meggyőznie őket, hogy az emberiség nem jelent fenyegetést rájuk nézve.
A Haroginokkal szintén nem voltak túl jóban. Janeway ugyanis a Harogin kommunikációs hálózat segítségével tudatta a Csillagflotta parancsnoksággal, hogy életben vannak. Még abban az évben a Haroginok elfoglalták a Voyagert és a holofedélzetek segítségével hatalmas vadász szimulációkat alkottak, amelyben a prédát természetesen a Voyager legénysége jelentette. Végül szerencsére sikerült békét kötniük a Haroginokkal és átadták nekik a hologram technológiát.
Janeway a hazavezető út során végig megmaradt az elvei és a Csillagflotta szabályzata mellett. Néha azonban ő is megszegte az Elsődleges irányelvet, bár erre mindig alapos oka volt. Több alkalommal hatolt be idegen fajok térségébe, amely majdnem a Voyager pusztulását okozta illetve többször szólt bele más fajok belügyeibe.
Janeway intelligenciájával, gondosságával és diplomáciai érzékével kivívta az elismerést, mint egyike a legjobbaknak a Csillagflottánál. Mérnöki és tudományos tehetségének nagy hasznát veszi. Ha szükséges, dacolva a Csillagflotta protokollal, főtiszteket is küld veszélyes küldetésekre. Hazatérése után a Csillagflotta admirálissá léptette elő, s ezután a Csillagflotta Akadémia oktatója lett.
Kedveli a növényeket és az apróbb dísztárgyakat. Dekorációnak szívesen használja őket az irodájában és a kabinjában. Lelkes rajongója Leonardo Da Vinci-nek, akinek önarckép c. híres alkotását (pontosabban annak replikált változatát) az irodájának falára is kitette.
Időnként titokban a szorult helyzetekben becézgeti, beszél a hajójához, amit a The Haunting of Deck Twelve c. epizódban Chakotay-jel bevallnak egymásnak.

## Kate Mulgrew Janeway és a többi szereplő kapcsolatáról
Kate Mulgrew a Voyager forgatása alatt élvezte a Janeway és Hetes között folyamatosan fejlődő kapcsolatot, de szerinte több időt kellett volna a többi szereplőre szentelni.
„A képernyőn a kettőnk közötti kapcsolat nagyon jól működött, de úgy éreztem, hogy egy idő után túl hangsúlyossá vált.”
A színésznő úgy érezte, hogy a többiek szerepének nem tett jót, hogy nagyon sokszor kettejükre koncentráltak.
„A Janeway-Hetes sztori jó volt abból a tekintetből is, hogy nagy nézettséget hozott. Nagyon sokat szerepeltünk együtt a képernyőn, de úgy érzem, ezzel egy kicsit háttérbe szorítottuk a többi szereplőt, és mintha kissé felborult volna az egyensúly, ami nagyon fontos, ha egyszerre 9 emberrel dolgozol. Sajnálom ezeket az időszakokat, megdobták a nézettséget, de néhány színésznek és nekem is egy kicsit sok volt.”
Mulgrew szerette volna, ha a képernyőn tovább fejlődik a kapcsolata Tom Parisszel és a Doktorral.
„Ez egy nagyon szubjektív dolog, és minden bizonnyal rövidlátó vagyok ezen a téren; de szerettem volna, ha kapcsolatom a képernyőn jobban kiteljesedik Mr. Parisszel és a Doktorral.”
Mindamellett Mulgrew azt mondta, hogy az a büntetés, amit a Doktor a Flesh and Blood című epizódban kapott, túl könnyűnek tűnt számára.
„Azt hiszik, nem csörtettem be Rick Berman irodájába, nem csaptam le a forgatókönyvet az asztalára és nem kérdeztem meg, hogy mit művelnek? Ez nem csak egy leszidás. Ez nem csak egy megdorgálás. A Doktor szisztematikusan megszegte minden parancsomat. El kellett volna vennem a mobilkivetítőjét, és képzelhetik, mit tettem volna vele. – 'Nem, nem.' – mondta Mr. Berman – 'A Janeway és a Doktor között fennálló kapcsolat hosszú ideig nagyon nehéz volt. Most minden nagyon szép kettejük között. Janeway számára is nagyon fontos ez.' – Erre én azt válaszoltam: 'Bolondság! Legszívesebben jól a holografikus hátsójába rúgnék! A Doktor nagyon sok mindent megúszott a sorozat során. Nagyon elfoglalt ember, a La Bohemát énekelgeti meg Hetesről álmodozik. Nagyon elfoglalt!'” – mondta Mulgrew ironikusan.